# La Trinité-du-Mont
La Trinité-du-Mont est une commune française située dans le département de la Seine-Maritime en région Normandie.

## Géographie

### Localisation
La Trinité-du-Mont est un bourg périurbain du Pays de Caux, situé dans l'agglomération de Lillebonne qu'il jouxte par le nord, à 33 km à vol d'oiseau à l'est du Havre, 17 km au sud-ouest d'Yvetot et 41 km au nord-ouest de Rouen.
La commune se trouve dans l'aire d'attraction du Havre, dans l'unité urbaine de Lillebonne, la zone d'emploi  d'Yvetot - Vallée du Commerce et le bassin de vie de Port-Jérôme-sur-Seine.

### Communes limitrophes
Les communes limitrophes sont  Gruchet-le-Valasse, Lillebonne et Lintot.
|                    | Lintot             | Lintot |
| Gruchet-le-Valasse | La Trinité-du-Mont | Lintot |
|                    | Lillebonne         |        |

### Géologie et relief
La superficie de la commune est de 2,06 km2 ; son altitude varie de 37  à   146 mètres. 

### Hydrographie

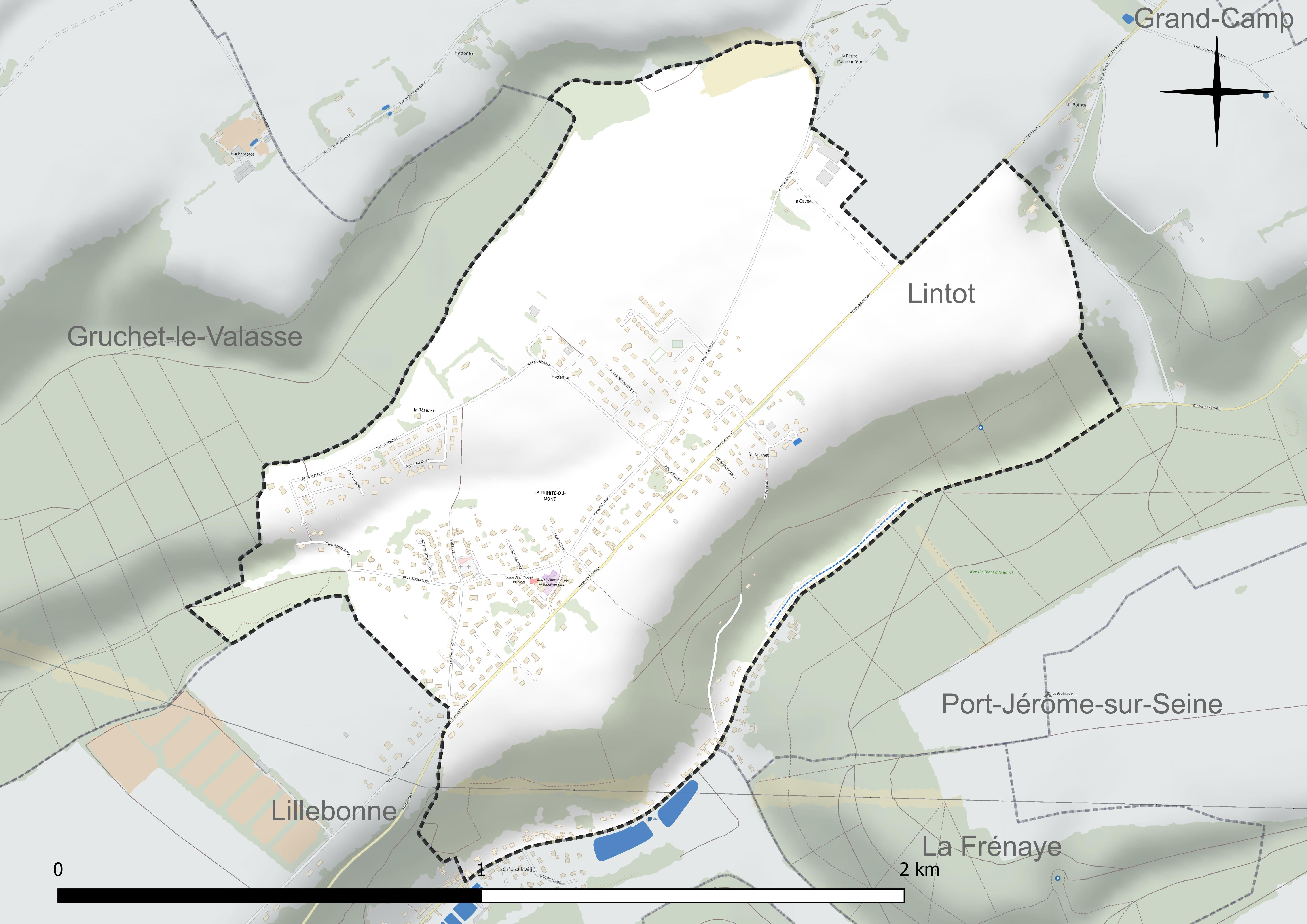
Réseau hydrographique de la Trinité-du-Mont.

La commune est située dans le bassin Seine-Normandie. Elle n'est drainée par aucun cours d'eau,.

### Climat
Pour des articles plus généraux, voir Climat de la Normandie et Climat de la Seine-Maritime.
En 2010, le climat de la commune est de type climat océanique franc, selon une étude du CNRS s'appuyant sur une série de données couvrant la période 1971-2000. En 2020, Météo-France publie une typologie des climats de la France métropolitaine dans laquelle la commune est exposée à un climat océanique et est dans la région climatique Côtes de la Manche orientale, caractérisée par un faible ensoleillement (1 550 h/an) ; forte humidité de l’air (plus de 20 h/jour avec humidité relative > 80 % en hiver), vents forts fréquents. Parallèlement le GIEC normand, un groupe régional d’experts sur le climat, différencie quant à lui, dans une étude de 2020, trois grands types de climats pour la région Normandie, nuancés à une échelle plus fine par les facteurs géographiques locaux. La commune est, selon ce zonage, exposée à un « climat maritime », correspondant au Pays de Caux, frais, humide et pluvieux, légèrement plus frais que dans le Cotentin.
Pour la période 1971-2000, la température annuelle moyenne est de 10,5 °C, avec une amplitude thermique annuelle de 13,9 °C. Le cumul annuel moyen de précipitations est de 903 mm, avec 12,5 jours de précipitations en janvier et 8,4 jours en juillet. Pour la période 1991-2020, la température moyenne annuelle observée sur la station météorologique la plus proche, située sur la commune de Petiville à 10 km à vol d'oiseau, est de 12,0 °C et le cumul annuel moyen de précipitations est de 844,9 mm,. Pour l'avenir, les paramètres climatiques de la commune estimés pour 2050 selon différents scénarios d’émission de gaz à effet de serre sont consultables sur un site dédié publié par Météo-France en novembre 2022.

## Urbanisme

### Typologie
Au 1er janvier 2024, La Trinité-du-Mont est catégorisée ceinture urbaine, selon la nouvelle grille communale de densité à sept niveaux définie par l'Insee en 2022.
Elle appartient à l'unité urbaine de Lillebonne, une agglomération intra-départementale regroupant quatre  communes, dont elle est une commune de la banlieue,,. 
Par ailleurs la commune fait partie de l'aire d'attraction du Havre, dont elle est une commune de la couronne,. Cette aire, qui regroupe 116 communes, est catégorisée dans les aires de 200 000 à moins de 700 000 habitants,.

### Occupation des sols

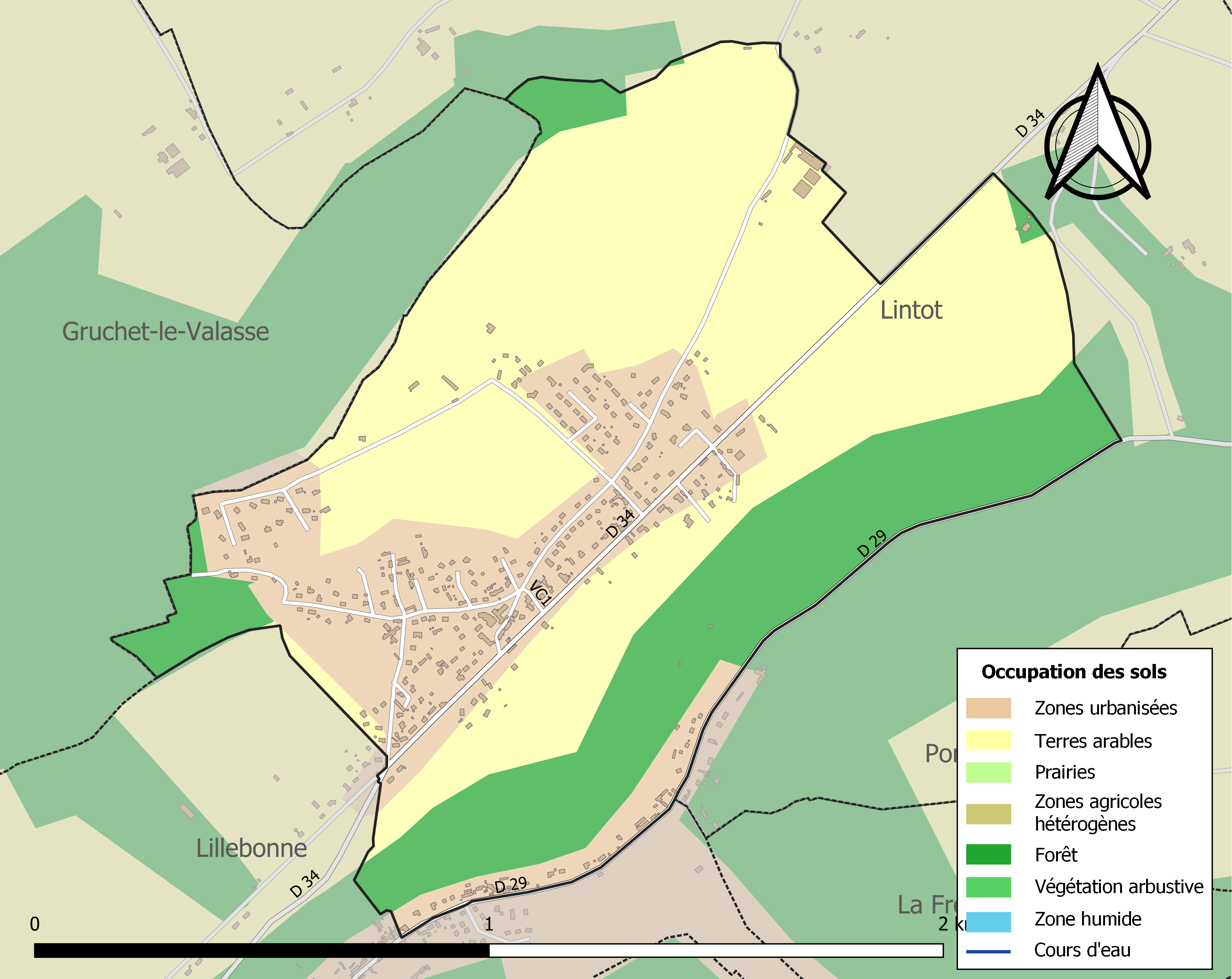
Carte des infrastructures et de l'occupation des sols de la commune en 2018 (CLC).

L'occupation des sols de la commune, telle qu'elle ressort de la base de données européenne d’occupation biophysique des sols Corine Land Cover (CLC), est marquée par l'importance des territoires agricoles (53,3 % en 2018), en diminution par rapport à 1990 (59,5 %). 
La répartition détaillée en 2018 est la suivante : terres arables (53,3 %), zones urbanisées (23,9 %), forêts (22,8 %). 
L'évolution de l’occupation des sols de la commune et de ses infrastructures peut être observée sur les différentes représentations cartographiques du territoire : la carte de Cassini (XVIIIe siècle), la carte d'état-major (1820-1866) et les cartes ou photos aériennes de l'IGN pour la période actuelle (1950 à aujourd'hui).

### Habitat et logement
En 2021, le nombre total de logements dans la commune était de 363, alors qu'il était de 320 en 2016 et de 286 en 2011. Parmi ces logements, 93,5 % étaient des résidences principales, 1,9 % des résidences secondaires et 4,5 % des logements vacants. Ces logements étaient  tous des maisons individuelles. Le tableau ci-dessous présente la typologie des logements à la La Trinité-du-Mont en 2021 en comparaison avec celle de la Seine-Maritime et de la France entière. Une caractéristique marquante du parc de logements est ainsi la faible proportion des résidences secondaires et logements occasionnels (1,9 %) par rapport au département (4,1 %) et à la France entière (9,7 %). 
| Typologie                                               | La Trinité-du-Mont | Seine-Maritime | France entière |
| ------------------------------------------------------- | ------------------ | -------------- | -------------- |
| Résidences principales (en %)                           | 93,5               | 88             | 82,2           |
| Résidences secondaires et logements occasionnels (en %) | 1,9                | 4,1            | 9,7            |
| Logements vacants (en %)                                | 4,5                | 7,9            | 8,1            |

## Toponymie

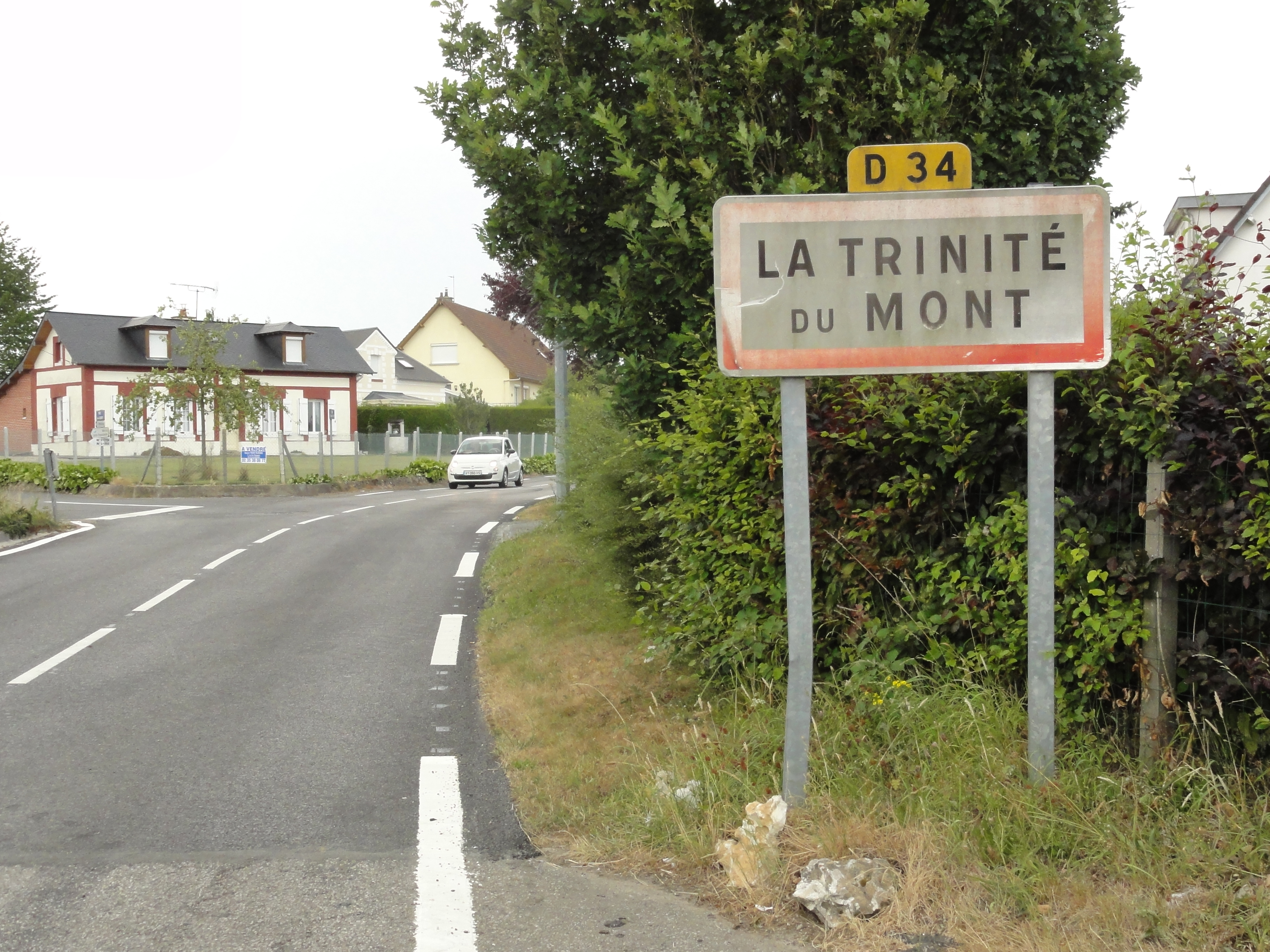
Entrée de La Trinité-du-Mont.

Le nom de la localité est attesté sous les formes Sancta Trinitas vers 1240, Cappella Trinitatis en 1337, Sainte Trinité du Mont en 1431,  La Trinité du Mont en 1319, 1398, 1403, 1422, 1433, 1459 et en 1471, Ecclesia Sancte Trinitatis de Monte en 1490, 1501 et 1502, Capella Trinitatis au XVIe siècle, La Trinité des Monts en 1713, 1688, 1773, Ecclesia Sancte Trinitatis de Monte en 1434, Trinité du Mont sur Lillebonne en 1473, La Trinité du Mont en 1693,, Le Mont en 1789, La Trinité Dumont en 1793, La Trinité-du-Mont en 1801.
Au cours de la Révolution française, la commune porte provisoirement le nom de Le Mont.

## Politique et administration

### Rattachements administratifs et électoraux

#### Rattachements administratifs
La commune se trouve dans l'arrondissement du Havre du département de la Seine-Maritime.  
Elle faisait partie depuis 1793 du canton de Lillebonne. Dans le cadre du redécoupage cantonal de 2014 en France, cette circonscription administrative territoriale a disparu, et le canton n'est plus qu'une circonscription électorale.

#### Rattachements électoraux
Pour les élections départementales, la commune fait partie depuis 2014 du canton  de Bolbec.
Pour l'élection des députés, elle fait partie de la cinquième circonscription de la Seine-Maritime.

### Intercommunalité
La Trinité-du-Mont était membre de la communauté de communes de Port-Jérôme, un établissement public de coopération intercommunale (EPCI) à fiscalité propre créé fin 2000 et auquel la commune avait transféré un certain nombre de ses compétences, dans les conditions déterminées par le code général des collectivités territoriales.
Celle-ci fusionne avec ses voisines pour former  le 1er janvier 2008, la communauté  de communes dénommée Caux Seine agglo, qui se transforme en communauté d'agglomération le 1er janvier 2016. La commune en donc membre la commune.

### Liste des maires
| Période                                  | Période                   | Identité           | Étiquette | Qualité                            |
| ---------------------------------------- | ------------------------- | ------------------ | --------- | ---------------------------------- |
| Les données manquantes sont à compléter. |                           |                    |           |                                    |
|                                          |                           |                    |           |                                    |
|                                          |                           | M. Gahineau        |           | Mort en 1899                       |
|                                          |                           |                    |           |                                    |
| mars 2001                                | 2008                      | Jean-Claude Thorel |           |                                    |
| 2008                                     | mars 2014                 | Patrick Dupuis     |           | Ingénieur                          |
| 2014                                     | mai 2025                  | Hugues Duflo,      |           | Maître conférencier Démissionnaire |
| mai 2025                                 | En cours (au 30 mai 2025) | Cédric Randuineau  |           |                                    |

## Équipements et services publics

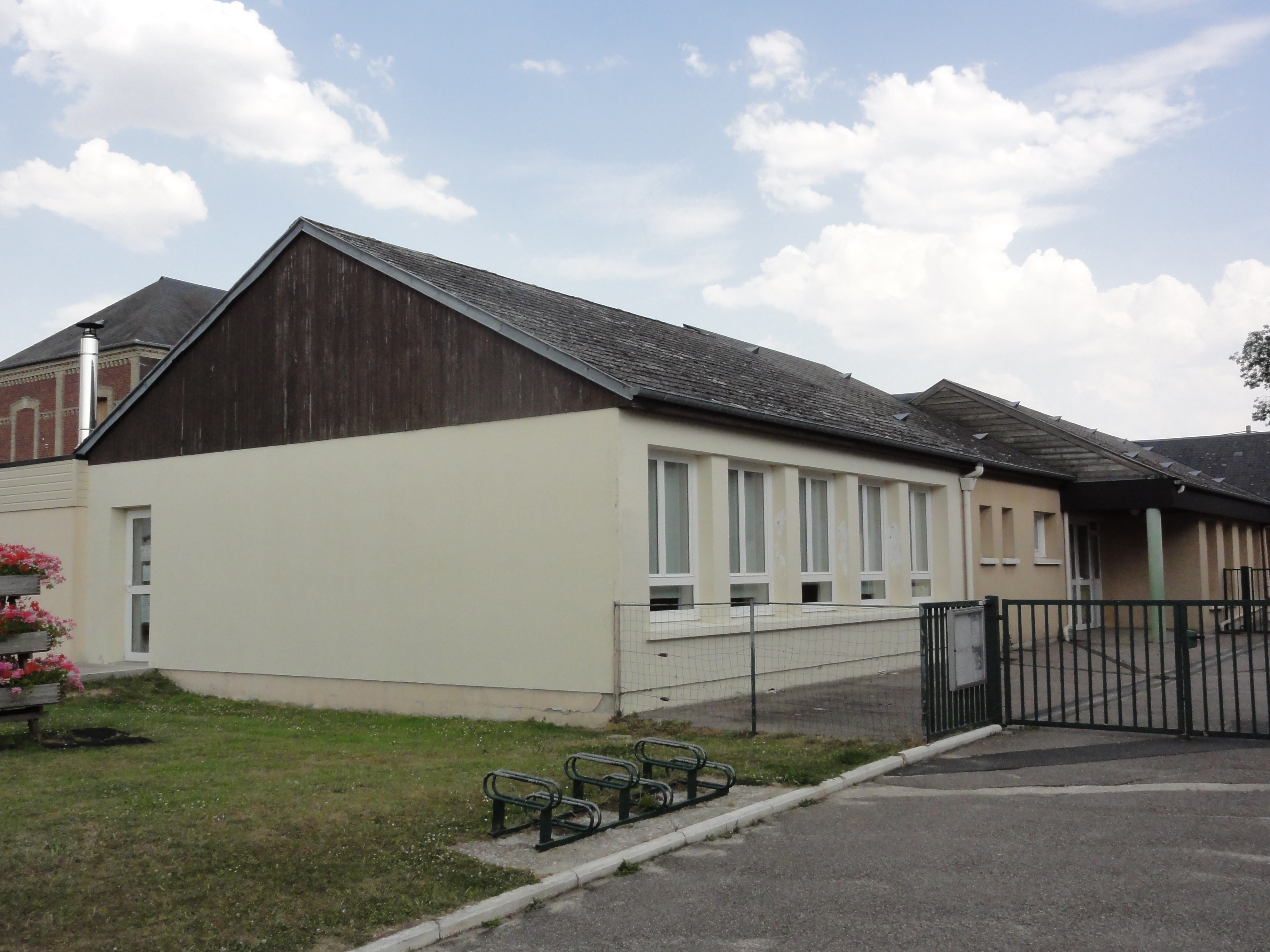
L'école.
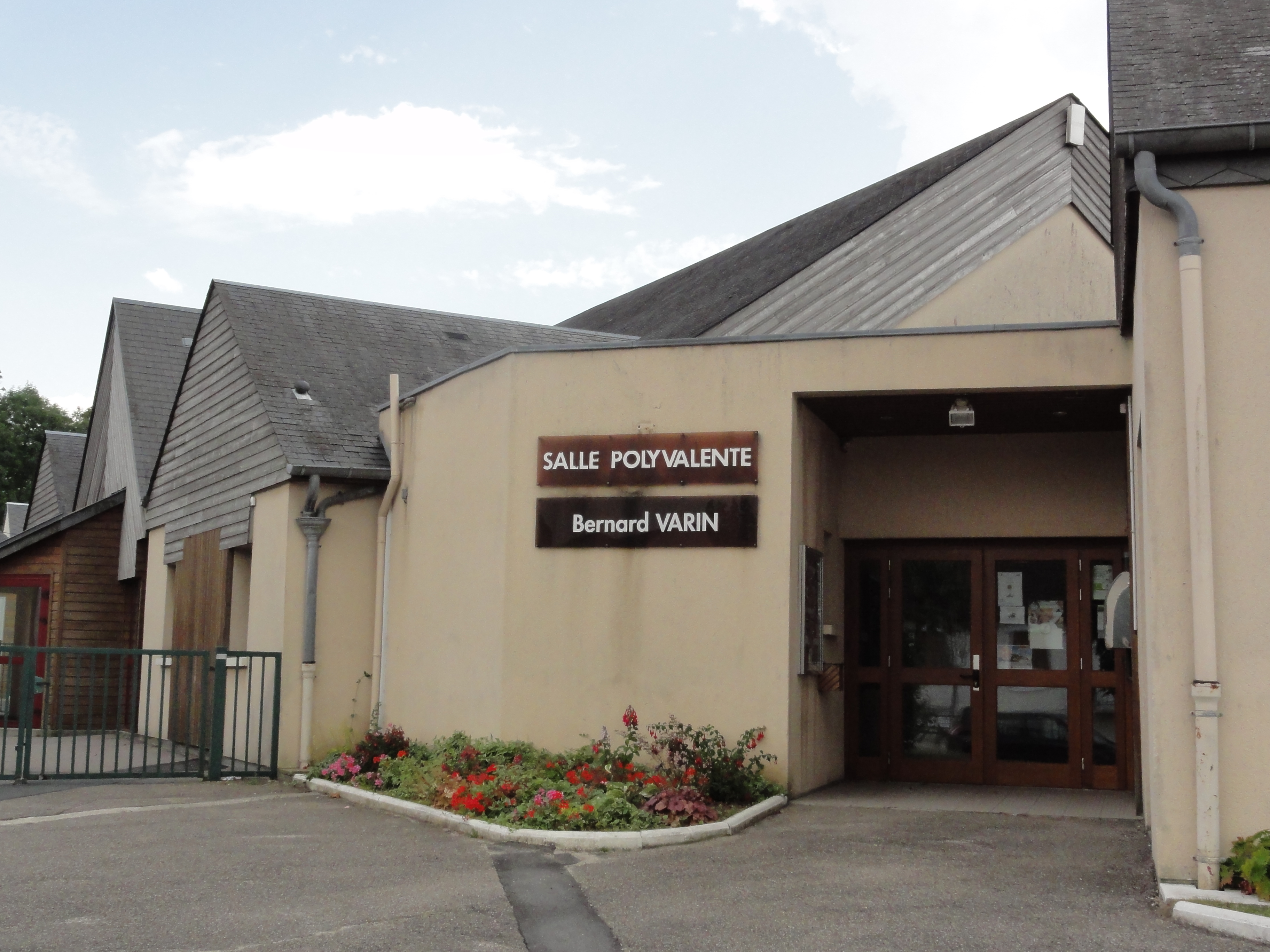
Salle polyvalente.

## Population et société

### Démographie
L'évolution du nombre d'habitants est connue à travers les recensements de la population effectués dans la commune depuis 1793. Pour les communes de moins de 10 000 habitants, une enquête de recensement portant sur toute la population est réalisée tous les cinq ans, les populations de référence des années intermédiaires étant quant à elles estimées par interpolation ou extrapolation. Pour la commune, le premier recensement exhaustif entrant dans le cadre du nouveau dispositif a été réalisé en 2007.

En 2022, la commune comptait 917 habitants, en évolution de +14,91 % par rapport à 2016 (Seine-Maritime : +0,35 %, France hors Mayotte : +2,11 %).
| 1793 | 1800 | 1806 | 1821 | 1831 | 1836 | 1841 | 1846 | 1851 |
| ---- | ---- | ---- | ---- | ---- | ---- | ---- | ---- | ---- |
| 250  | 280  | 257  | 260  | 243  | 252  | 256  | 265  | 285  |

| 1856 | 1861 | 1866 | 1872 | 1876 | 1881 | 1886 | 1891 | 1896 |
| ---- | ---- | ---- | ---- | ---- | ---- | ---- | ---- | ---- |
| 293  | 300  | 291  | 319  | 386  | 397  | 435  | 428  | 412  |

| 1901 | 1906 | 1911 | 1921 | 1926 | 1931 | 1936 | 1946 | 1954 |
| ---- | ---- | ---- | ---- | ---- | ---- | ---- | ---- | ---- |
| 387  | 366  | 335  | 295  | 309  | 326  | 308  | 337  | 376  |

| 1962 | 1968 | 1975 | 1982 | 1990 | 1999 | 2006 | 2007 | 2012 |
| ---- | ---- | ---- | ---- | ---- | ---- | ---- | ---- | ---- |
| 319  | 390  | 544  | 601  | 637  | 629  | 729  | 743  | 758  |

| 2017 | 2022 | - | - | - | - | - | - | - |
| ---- | ---- | - | - | - | - | - | - | - |
| 798  | 917  | - | - | - | - | - | - | - |

## Culture locale et patrimoine

### Lieux et monuments

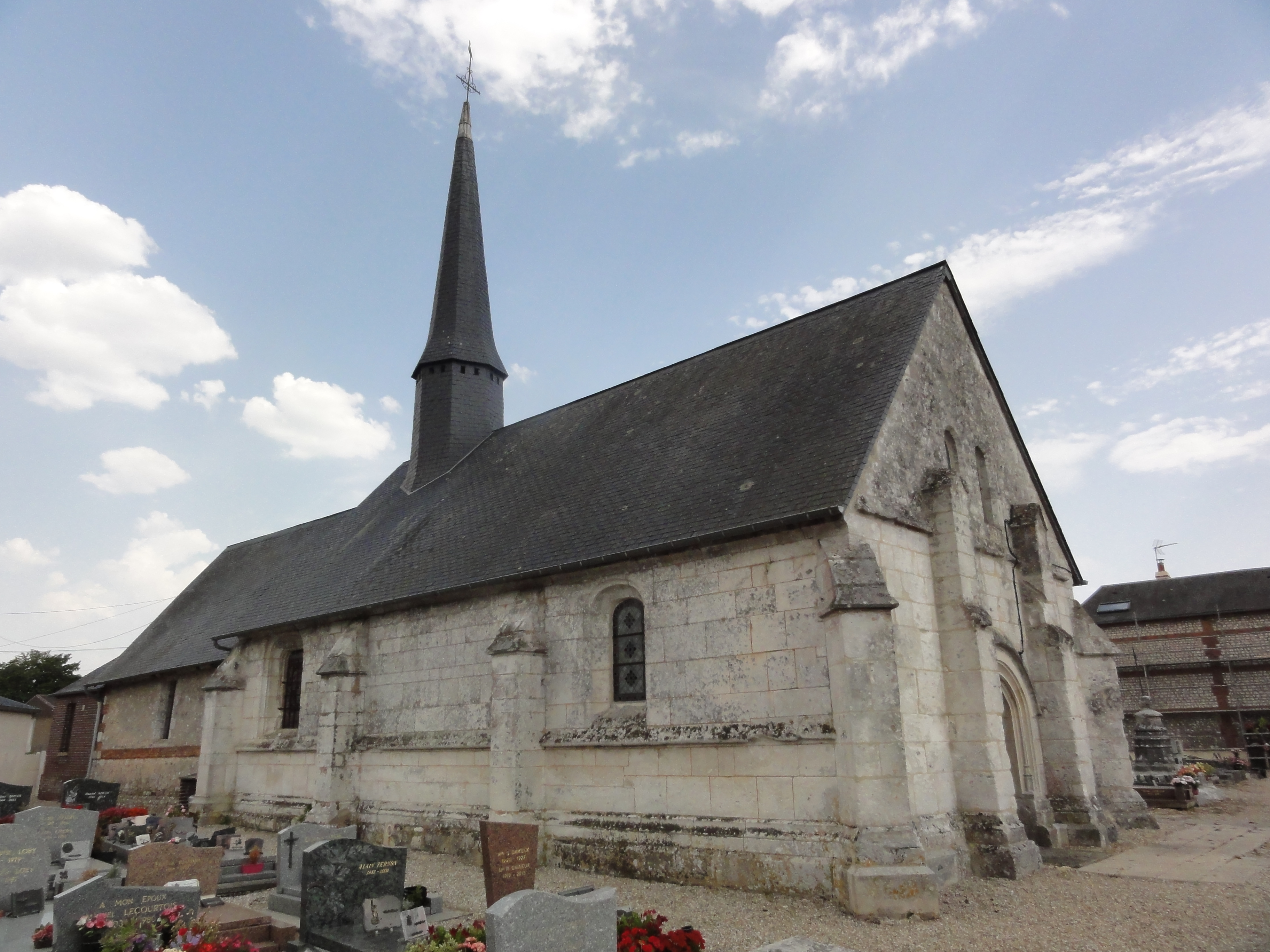
Église de la Sainte-Trinité.
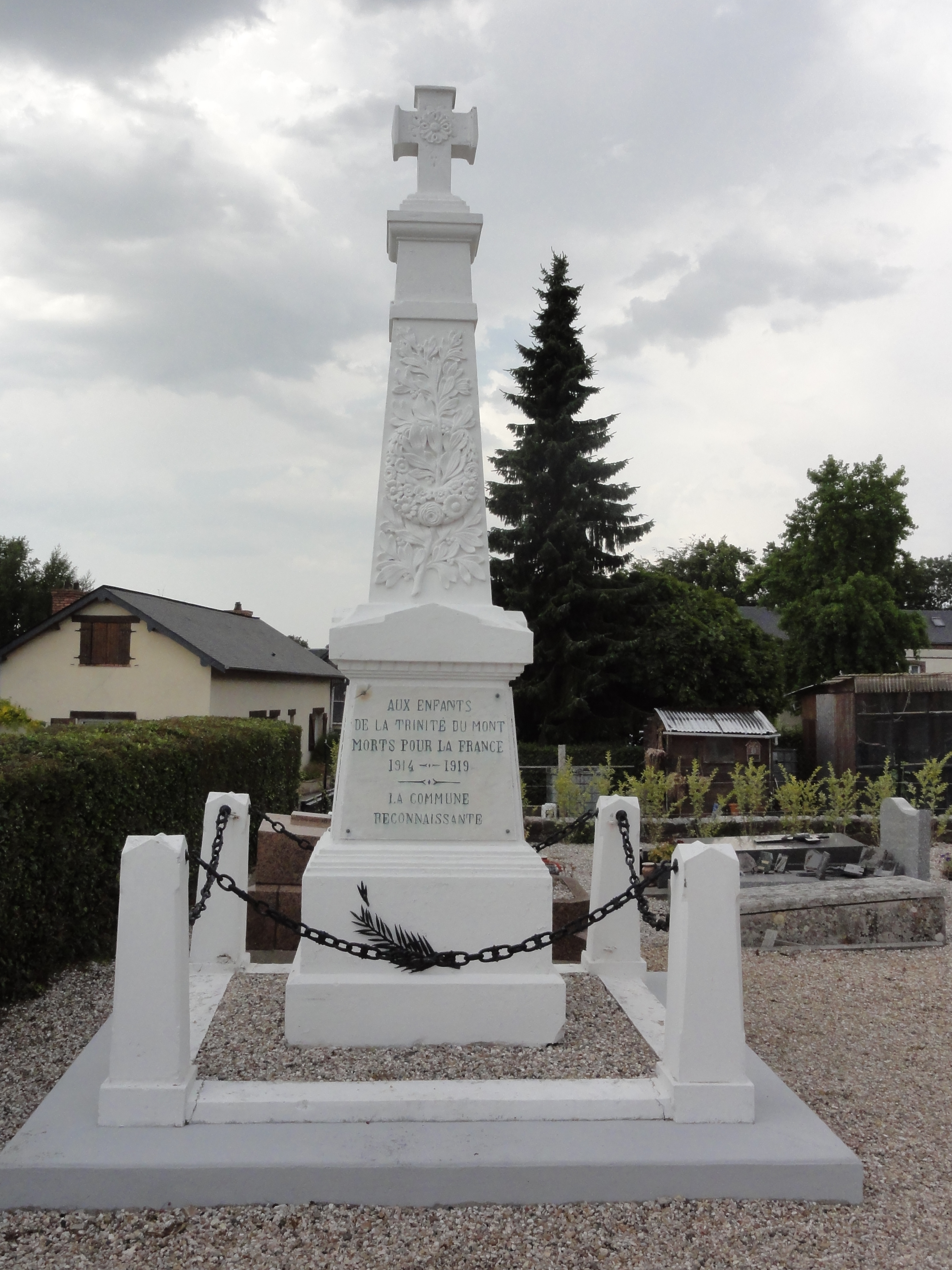
Monument aux morts.

- Église de la Sainte-Trinité.
- Monument aux morts.

### Personnalités liées à la commune
- Jean Godefroy de Lintot, né à La Trinité-du-Mont, Normandie, vers 1607, mort à Trois-Rivières, Québec, en 1678, marié en 1636 à Marie Leneuf (née à Caen, Normandie, vers 1614, morte à Trois-Rivières, Québec, en 1688). Leurs noms figurent sur le Monument Louis Hébert dans la Ville de Québec faisant honneur aux premiers colons de la Nouvelle-France. Ils sont les ancêtres des Godefroy et des (De) Tonnancour(t) du Québec.
- Fany Lecourtois, née à La Trinité-du-Mont en 1973, coureuse cycliste française.

### Héraldique
| Blason de La Trinité-du-Mont | Blason  | D’or mantelé de sinople, à trois trèfles de l’un en l’autre |
| Blason de La Trinité-du-Mont | Détails | Création Jean François Binon. Adopté le 4 septembre 2008.   |

## Pour approfondir